# John Doe (músico)
John Nommensen Duchac (25 de febrero de 1953 en Decatur, Illinois), conocido profesionalmente como John Doe, es un cantante, compositor, actor, poeta, guitarrista y bajista estadounidense. Doe fue uno de los fundadores de la banda de punk rock de Los Ángeles X, de la cual aún es miembro activo. Sus estilos se desarrollan entre el rock, punk, country y folk. Como actor, ha realizado apariciones en numerosas series de televisión y películas, incluyendo el rol de Jeff Parker en la serie Roswell.
Adicionalmente a X, Doe toca con la banda de country-folk-punk The Knitters y ha lanzado algunos álbumes en calidad de solista. A comienzos de la década de 1980, fue músico invitado en dos álbumes de la banda The Flesh Eaters.

## Discografía

### Solista y colaboraciones
| Año                                     | Álbum                               | Posición en listas | Posición en listas | Posición en listas | Posición en listas | Sello             |
| Año                                     | Álbum                               | Billboard 200      | Top Heatseekers    | Independent Albums | Top Country Albums | Sello             |
| --------------------------------------- | ----------------------------------- | ------------------ | ------------------ | ------------------ | ------------------ | ----------------- |
| 1990                                    | Meet John Doe                       | 193                | —                  | —                  | —                  | Geffen            |
| 1995                                    | Kissingsohard                       | —                  | —                  | —                  | —                  | Forward/Rhino     |
| 2000                                    | Freedom Is...                       | —                  | —                  | —                  | —                  | spinART           |
| 2002                                    | Dim Stars, Bright Sky               | —                  | —                  | —                  | —                  | Artist Direct BMG |
| 2005                                    | Forever Hasn't Happened Yet         | —                  | —                  | —                  | —                  | Yep Roc           |
| 2006                                    | For the Best of Us                  | —                  | —                  | —                  | —                  | Yep Roc           |
| 2007                                    | A Year in the Wilderness            | —                  | 42                 | —                  | —                  | Yep Roc           |
| 2009                                    | Country Club (con The Sadies)       | —                  | 10                 | 37                 | 32                 | Yep Roc           |
| 2011                                    | A Day at the Pass (con Jill Sobule) | —                  | —                  | —                  | —                  | Pinko             |
| 2011                                    | Keeper                              | —                  | 13                 | —                  | —                  | Yep Roc           |
| 2014                                    | The Best of John Doe: This Far      | —                  | —                  | —                  | —                  | Yep Roc           |
| 2016                                    | The Westerner                       | —                  | —                  | —                  | —                  | Cool Rock         |
| "—" denota que no ingresó en las listas |                                     |                    |                    |                    |                    |                   |